# Gus Arnheim
Gus Arnheim (Philadelphia, 1897. szeptember 4. vagy 1887. szeptember 11. – Los Angeles, 1955. január 19.) amerikai dzsesszzongorista, népszerű zenekarvezető. Az első slágere az „I Cried for You” volt (1923). Az 1920-as, -30-as években volt a legnépszerűbb. Arnheim néhány filmben is kapott kisebb szerepeket.

## Pályakép
Először zongoristaként szerepelt fel Abe Lymannel a kaliforniai Santa Monica-i Sunset Innben. 1926-ban létrehozta saját zenekarát. 1929-ben indult európai turnéra. 1930-31-ben Arnheim hosszú időre szóló szerződést kötött a Los Angeles-i Coconut Grove-val. 1930-31-ben számos később ismert zenész és énekes dolgozott Arnheim tánczenekarában, például Fred MacMurray (klarinét, tenorszaxofon,  ének), Russ Columbo, aki pedig a „A Peach Of A Pair” számot is írta, énekelte.
Más zenészek, akik időről időre játszottak zenekarában: Irving Fazola, Jimmy Grier, Woody Herman, Stan Kenton, Sterling Young.
Miután Paul Whiteman befejezte „The King of Jazz” című filmjének forgatását, énekesei, − Bing Crosby, Harry Barris és az Al Rinker alkotta „The Rhythm Boys” énektrió − úgy döntött, hogy Kaliforniában marad, és Arnhem zenekarával dolgozik. Arnheim zenekara ezután Bing Crosby-t kísérte a Victor Records számára 1931-ben rögzített számokon.
Az 1940-es években tovább dolgozott különböző zenekarokkal, amelyekben − Art Pepper is ott játszott. A második világháború után Arnhem végleg feloszlatta a zenekart. Zeneszerzői munkáját már a filmstúdiók számára végezte.
1955 januárjában szívroham következtében halt meg Beverly Hills-i otthonában.

## Lemezek
- MusicBrainz